# Pardosa jergeniensis
Pardosa jergeniensis là một loài nhện trong họ Lycosidae.
Loài này thuộc chi Pardosa. Pardosa jergeniensis được A. V. Ponomarev miêu tả năm 1979.